# Graeme Brown
Graeme Allen Brown OAM (* 9. April 1979 in Darwin) ist ein ehemaliger australischer Bahn- und Straßenradrennfahrer und zweifacher Olympiasieger.

## Sportlicher Werdegang
Graeme Brown begann seine radsportlichen Aktivitäten mit BMX. Sein sehnlichster Wunsch war es allerdings, an Olympischen Spielen teilzunehmen, und da dies damals noch keine olympische Disziplin war, wechselte er zunächst zum Bahn-.
Graeme Browns internationale Sportlaufbahn begann 1997, als er mit Scott Davis, Brett Lancaster und Michael Rogers Junioren-Weltmeister in der Mannschaftsverfolgung wurde. Dreimal gewann er Gold bei Bahnrad-Weltcups, zweimal bei Commonwealth Games. 2003 wurde er mit Peter Dawson, Brett Lancaster und Stephen Wooldridge in Stuttgart Weltmeister in der Mannschaftsverfolgung. Dabei stellte das Team mit 3:57,185 Minuten einen neuen Weltrekord auf.
Krönender Abschluss auf der Bahn waren zwei Goldmedaillen bei den Olympischen Spielen in Athen: Im Zweier-Mannschaftsfahren siegte er gemeinsam mit Stuart O’Grady und in der Mannschaftsverfolgung mit Brett Lancaster, Bradley McGee und Luke Roberts.
2002 erhielt Brown einen Vertrag bei Ceramiche Panaria, wo er vier Jahre fuhr. Seine meisten Erfolge auf der Straße erzielte er zunächst außerhalb Europas. Eine Etappe gewann er bei der Tour Down Under 2003. Zwischen 2002 und 2005 entschied er insgesamt neun Etappen der Tour de Langkawi für, davon fünf bei der Tour von 2005. Die UCI Asia Tour 2005 schloss er mit einem sechsten Gesamtrang ab.
Von 2006 bis 2012 fuhr Brown für das niederländische Team Rabobank. Für dieses UCI ProTeam erzielte er Erfolge in bedeutenden Etappenrennen in Europa und Amerika. Er gewann unter anderem der zwei Etappen der Deutschland Tour 2006 und weitere Abschnitte der Kalifornien-Rundfahrt, Murcia-Rundfahrt und Polen-Rundfahrt. Er startete bei neun großen Landesrundfahrten (allerdings keine Tour de France), von denen er keine beendete. 2016 beendete er seine Radsportlaufbahn.
Für seine Verdienste um den Sport als Goldmedaillengewinner bei den Olympischen Spielen 2004 in Athen wurde er 2005 mit der Medaille des Order of Australia ausgezeichnet.
Graeme Brown ist verheiratet mit der ehemaligen britischen Radrennfahrerin Hayley Rutherford; das Paar hat drei Söhne (Stand 2016).

## Erfolge

### Bahn
1997
- Junioren-Weltmeister – Mannschaftsverfolgung (mit Scott Davis, Brett Lancaster und Michael Rogers)

1999
- Weltcup in Frisco – Mannschaftsverfolgung (mit Nigel Grigg, Brett Lancaster und Luke Roberts)
- Weltcup in Cali – Mannschaftsverfolgung (mit Nigel Grigg, Brett Lancaster und Luke Roberts)

2000
- Sechstagerennen von Noumea (mit Danny Clark)

2002
- Weltcup in Moskau – Punktefahren
- Commonwealth Games – Scratch, Mannschaftsverfolgung (mit Peter Dawson, Mark Renshaw und Luke Roberts)

2003
- Weltmeister – Mannschaftsverfolgung (mit Peter Dawson, Brett Lancaster und Stephen Wooldridge)
- Australischer Meister – Zweier-Mannschaftsfahren (mit Mark Renshaw)

2004
- Olympiasieger – Mannschaftsverfolgung (mit Peter Dawson, Brett Lancaster, Bradley McGee, Luke Roberts und Stephen Wooldridge)
- Olympiasieger – Zweier-Mannschaftsfahren (mit Stuart O’Grady)

### Straße
2000
- eine Etappe Bay Cycling Classic

2001
- eine Etappe Tour Down Under
- eine Etappe Giro delle Regioni
- eine Etappe Tour of Japan

2002
- zwei Etappen Tour de Langkawi

2003
- eine Etappe Tour Down Under
- zwei Etappen Tour de Langkawi

2004
- eine Etappe Bay Cycling Classic

2005
- fünf Etappen Tour de Langkawi
- UCI Asia Tour

2006
- zwei Etappen Deutschland Tour
- Tour de Rijke

2007
- eine Etappe Kalifornien-Rundfahrt
- eine Etappe Murcia-Rundfahrt
- eine Etappe Polen-Rundfahrt

2008
- Trofeo Cala Millor-Cala Bona
- eine Etappe Murcia-Rundfahrt

2009
- eine Etappe Tour Down Under
- zwei Etappen Murcia-Rundfahrt
- Nokere Koerse

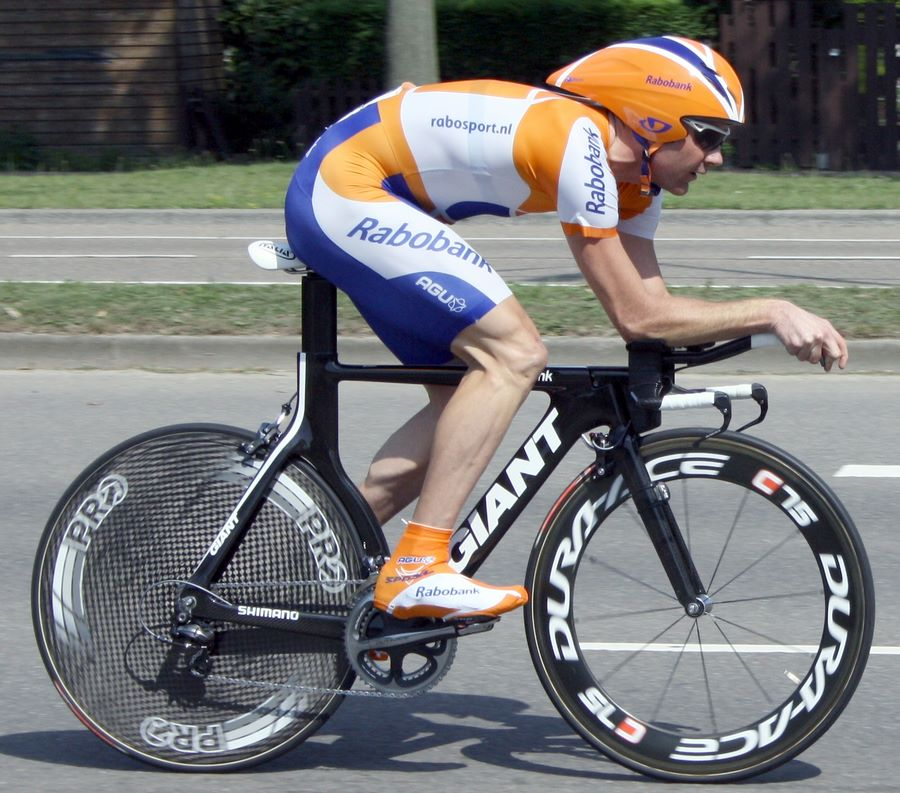
Graeme Brown bei der Eneco Tour 2009

- Omloop van het Houtland Lichtervelde
- Gesamtwertung und eine Etappe Bay Cycling Classic

2010
- eine Etappe Bay Cycling Classic
- eine Etappe der Österreich-Rundfahrt

## Platzierungen bei den Grand Tours
| Grand Tour            | 2002 | 2003 | 2004 | 2005 | 2006 | 2007 | 2008 | 2009 | 2010 | 2011 | 2012 | 2013 |
| --------------------- | ---- | ---- | ---- | ---- | ---- | ---- | ---- | ---- | ---- | ---- | ---- | ---- |
| Giro d’ItaliaGiro     | DNF  | DNF  | –    | –    | DNF  | –    | –    | –    | 130  | DNF  | DNF  | –    |
| Tour de FranceTour    | –    | –    | –    | –    | –    | –    | –    | –    | –    | –    | –    | –    |
| Vuelta a EspañaVuelta | –    | –    | –    | –    | –    | –    | –    | –    | –    | –    | –    | DNF  |

## Teams
- 2002 Ceramiche Panaria-Fiordo
- 2003 Ceramiche Panaria-Fiordo
- 2004 Ceramica Panaria-Margres
- 2005 Ceramica Panaria-Navigare
- 2006 Rabobank
- 2007 Rabobank
- 2008 Rabobank
- 2009 Rabobank
- 2010 Rabobank
- 2011 Rabobank
- 2012 Rabobank Cycling Team
- 2013 Belkin-Pro Cycling Team
- 2014 Belkin-Pro Cycling Team
- 2015 Drapac Professional Cycling
- 2016 Drapac Professional Cycling